# Ковильне (Перекопський район)
Кови́льне (до 1945 року — Мана́й, крим. Manay) — село Перекопського району Автономної Республіки Крим. Розташоване в центрі району.

## Історія
В останній період Кримського ханства село входило до Мангитського кадилика Кезлевського каймаканства, перша документальна згадка зустрічається в Камеральному Описі Криму… 1784 року.
На початку XX століття поруч була заснована німецька лютеранська колонія Монай Німецький (Монай Новий або Дойч Монай).
21 серпня 1945 року Указом Президії Верховної Ради РРФСР село Монай-Німецьке було перейменовано на Ковильне, а 18 травня 1948 року село Монай-Татарське — на село Малютка, що було ліквідовано до 1968 року.